# Pardosa saltuarides
Pardosa saltuarides är en spindelart som först beskrevs av Embrik Strand 1908.  Pardosa saltuarides ingår i släktet Pardosa och familjen vargspindlar.
Artens utbredningsområde är Etiopien. Inga underarter finns listade i Catalogue of Life.